# St. Michael (Prager Neustadt)

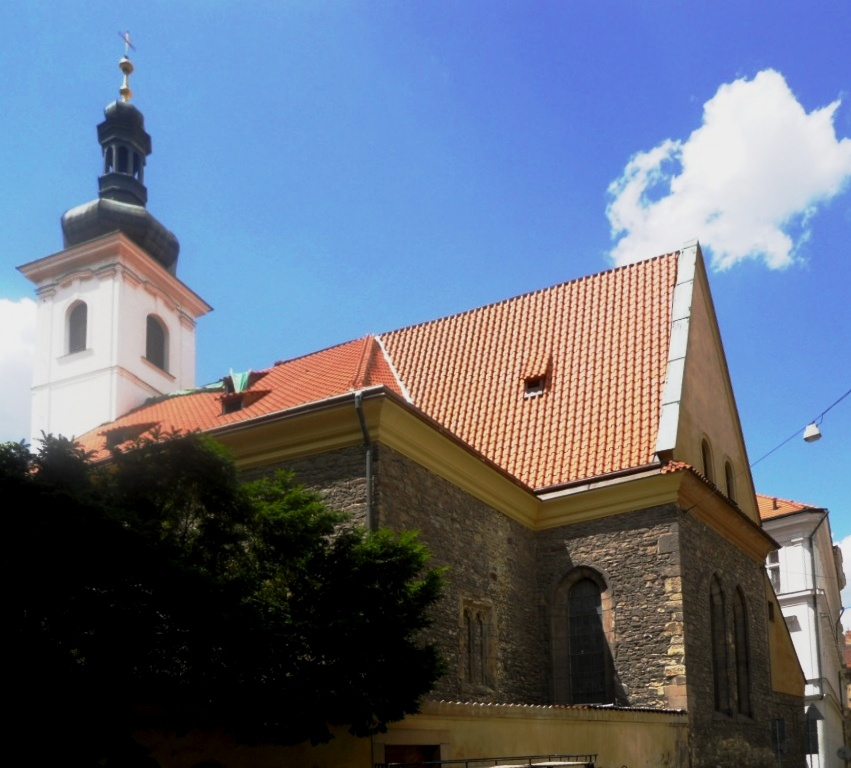
St. Michaels-Kirche in Prag

Die St.-Michaels-Kirche in Jirchářích (tschechisch Kostel svatého Michala v Jirchářích) ist eine lutherische Pfarrkirche in der Prager Neustadt.

## Geschichte
Sie war die Pfarrkirche der Siedlung Opatovice, die ihren Namen nach dem Abt (opat) des Benediktinerklosters Kladruby erhalten hatte, der am Anfang des 12. Jahrhunderts ein Gehöft neben der Kirche gründete. Bis heute sind dessen Reste in dem Haus Nr. 20/CH 158 erhalten.
Die ursprünglich romanische Kirche erhielt nach der Gründung der Prager Neustadt einen neuen Chor und gegen Ende des 14. oder Anfang des 15. Jahrhunderts die beiden Seitenschiffe. Die Kreuzrippengewölbe des Haupt- und Südschiffes stammen aus dem Jahr 1511 (Spätgotik). Der Turm wurde 1717 und die Barockkapelle im Nordschiff etwa 1750 errichtet.
Im Zuge des Josephinismus wurde die Kirche 1787 geschlossen und säkularisiert. Zwei Jahre später erwarb der Kaufmann Franticek Kehrn das Gebäude. 1791 konnte die protestantische deutsche Civil-Gemeinde, die zur Evangelische Superintendentur A. B. Böhmen gehörte, das Gebäude erwerben und als erste eigene Kirche nutzen. Die Einweihung fand zu Pfingsten 1791 statt. Pfarrer war zu diesem Zeitpunkt Johann Christoph Friedrich Götschel.  
Die Gemeinde erwirkte eine Ausnahmegenehmigung von den Bestimmungen über Toleranzkirchen, so dass der Kirchturm erhalten blieb. 1817 erfolgte eine Innenrenovierung und der Einbau einer klassizistischen Kanzel. Weitere Renovierungen folgten 1832 und 1882 im Stil der Neugotik; 1904 erhielt die Kirche die beiden Westfenster. Von 1919 bis 1945 waren Kirche und Gemeinde Teil der Deutschen Evangelischen Kirche in Böhmen, Mähren und Schlesien. In den 1920er Jahren gab Albert Schweitzer in der Kirche mehrere Orgelkonzerte, woran eine Plakette an der Außenwand erinnert. 
Heute gehört die Kirche der altlutherischen Evangelischen Kirche Augsburgischen Bekenntnisses in der Tschechischen Republik (ECAV CZ), die der Lutheran Church – Missouri Synod partnerschaftlich verbunden ist. Gottesdienste werden heute in tschechischer und englischer Sprache gehalten. Die 1994 wiedereingerichtete deutsche evangelische Gemeinde ist Teil der Evangelischen Kirche der Böhmischen Brüder und nutzt die Kirche St. Martin in der Mauer.